# Jean de Meun
Jean de Meun, född ca 1240 i Meung-sur-Loire, Frankrike, död ca 1305, var en fransk författare, mest känd för sin fortsättning på Roman de la Rose.

## Biografi
Jean de Meun var född Jean Clopinel eller Jean Chopinel och traditionen uppger att han studerade vid universitetet i Paris. Han var liksom sin samtida, Rutebeuf, en försvarare av Guillaume de Saint-Amour och bitter kritiker av tiggarordnarna. Större delen av livet tycks han ha bott i Paris där han ägde ett hus med torn, gård och trädgård, som 1305 beskrevs som huset av Jean de Meung, och som sedan av Adam d'Andely skänktes till dominikanerna.

## Roman de la Rose
de Meun var mest känd för att han ca 1270 skrev andra delen av lärodikten Roman de la Rose. Datumet fastställs vanligtvis mellan 1268 och 1285 genom hänvisning i dikten till Manfreds och Conradins död, avrättade 1268 på order av Karl I av Anjou, död 1285, som beskrivs som den dåvarande kungen av Sicilien.

## Andra verk
Jean de Meun översatte 1284 avhandlingen De Re Militari av Vegetius till franska som Le Livre de Végèce de l'art de Chevalerie. Han producerade också en ny version, den första på franska, av berättelserna av Abélard och Heloise. Ett manuskript från 1300-talet av denna översättning i Bibliothèque Nationale har anteckningar från Petrarca. Hans översättning av De Consolatione Philosophiae av Boëthius föregås av ett brev till Filip IV där han räknar upp sina tidigare verk, varav två är förlorade: De spirituelle amitié från De spirituals Amicitia av Aelred av Rievaulx (död 1166), och Livre des Merveilles d'Hirlande från Topographia Hibernica, eller De Mirabilibus Hiberniae av Giraldus Cambrensis (Gerald de Barri). Hans sista dikter är utan tvekan hans testamente och Codicille.